# 沙龍香檳

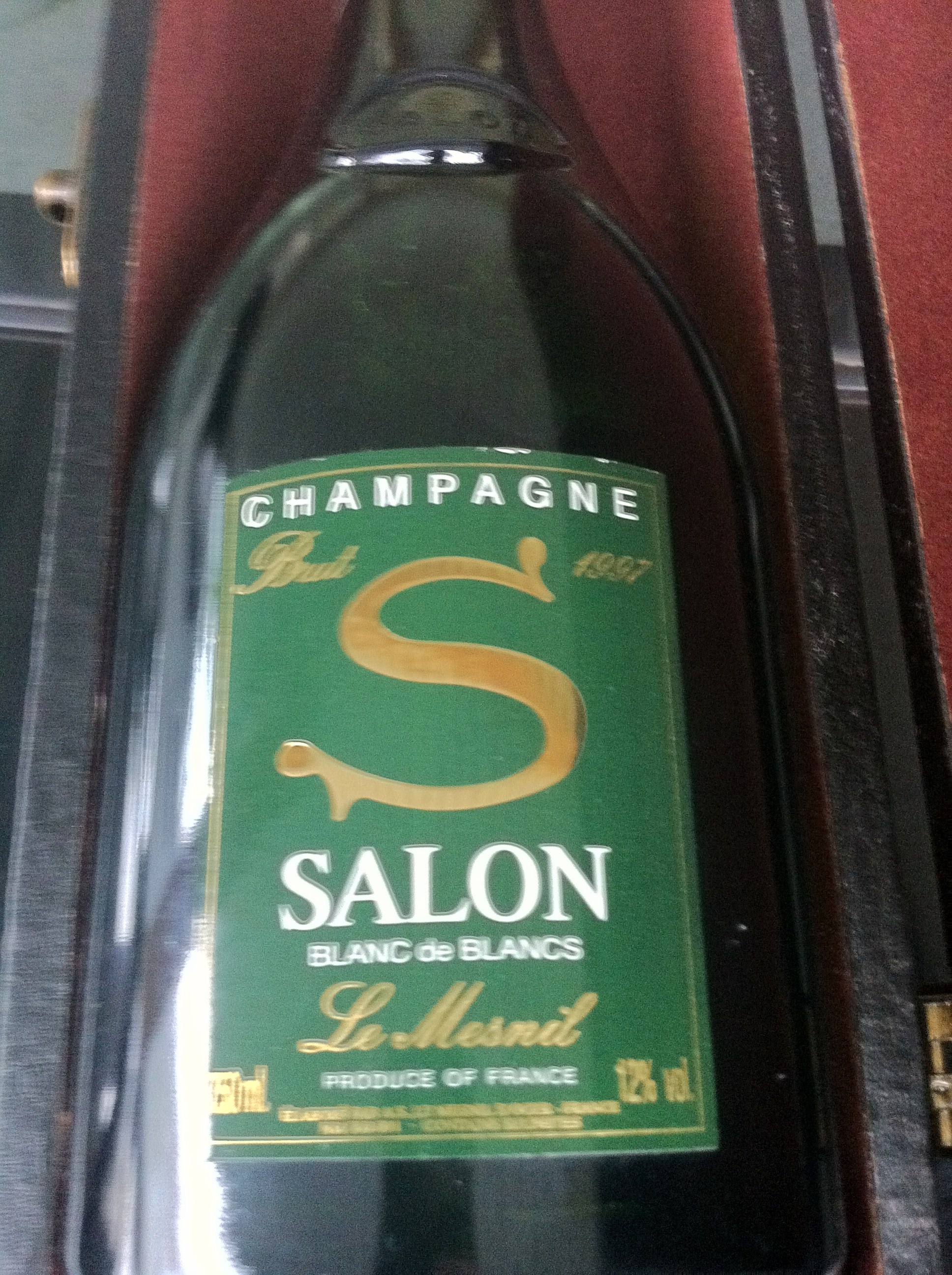
1997年的梅尼勒白中白，完全以夏多內釀造。

沙龍香檳酒莊 是一個小型酒莊 生產廣受好評的白中白香檳。沙龍酒莊與黛拉夢香檳酒莊自1989年以來便屬於Laurent Perrier集團。 被視為最偉大的香檳之一。

## 歷史
沙龍香檳由 Eugène Aimé Salon 在20世紀早期創建；他相信奥热河畔勒梅斯尼所產的莎当妮葡萄足夠釀出細緻與優雅的高品質香檳，不需要加入黑比诺與慕尼耶皮諾混釀。在20世紀之交，沙龍開始釀造僅使用夏多內的酒款，且只與親友分享。第一個公開販售的年份是1921年，而目前最新的年份是2006年，僅釀製了37個年份。1943年，Eugène Aimé Salon過世，他的妹妹繼承了酒莊，在1989年，被Laurent-Perrier集團收購後，實際上算是沙龍-黛拉夢香檳酒莊的一部份。

## 葡萄園和釀酒

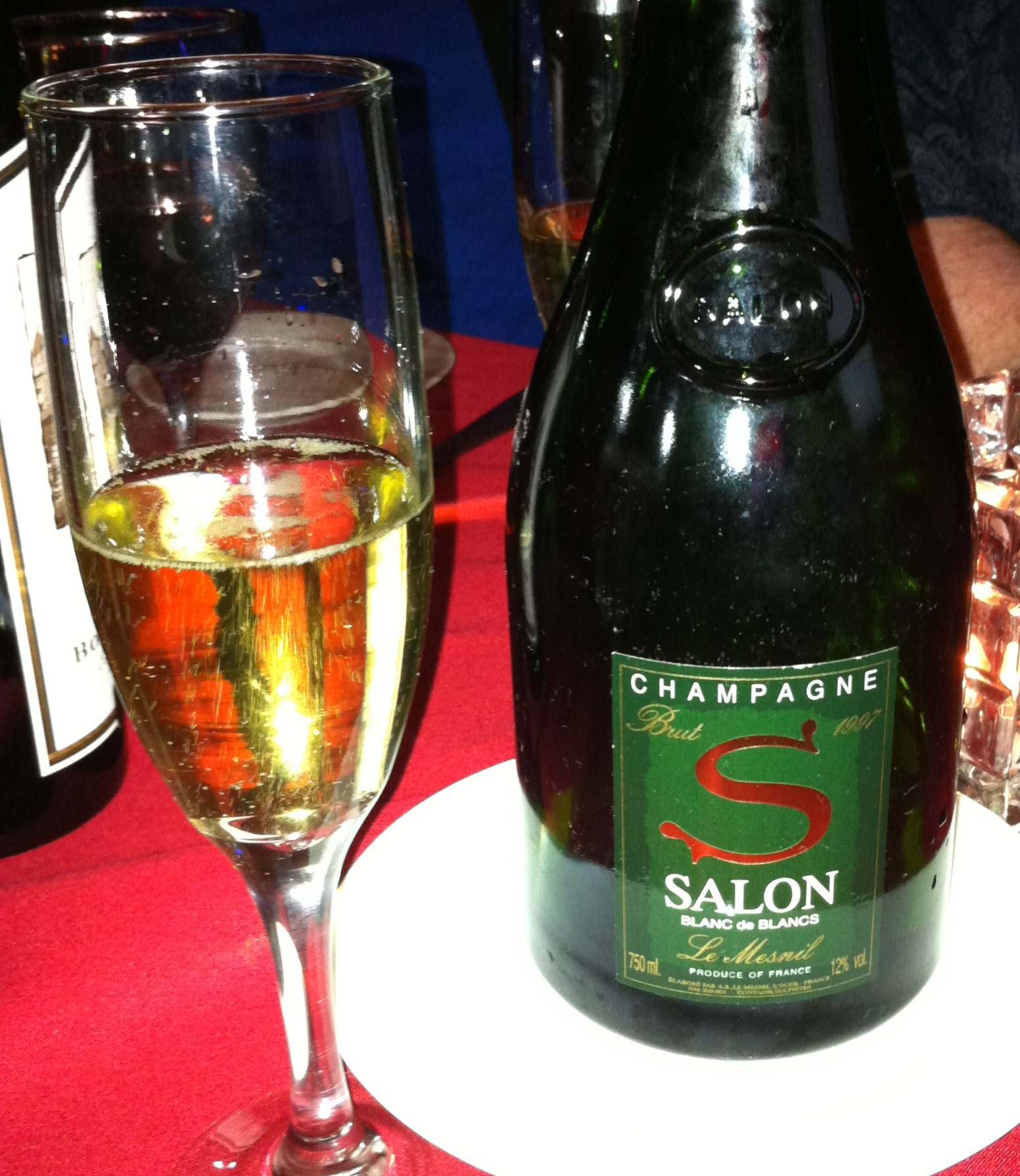
1997年份的沙龍香檳。

沙龍香檳是以100%霞多丽釀造。葡萄來自於香檳大區內，白丘產區的奧熱河畔勒梅斯尼鎮，多個葡萄農的收成以及自有園Jardin de Salon。 儘管與布根地、沙布利白葡萄酒以及阿爾薩斯產區的分級制度認定範圍不盡相同，奧熱河畔勒梅斯尼鎮被認定為香檳區內三個分級之中的最高級，也就是特級園。沙龍的自有園Jardin de Salon只有1 公顷 (2.5 英亩)的種植面積。大多樹葡萄產自20個奧熱河畔勒梅斯尼的契作葡萄園，樹齡平均大约25年，其中有一些是40年。
沙龍酒莊大約每十年會產出四個年份。其他年份的葡萄則用於釀造Delamotte或直接售出。 根據沙龍的網站資訊，他們的酒款在不鏽鋼槽發酵，並在瓶陳約十年後上市。沙龍的每個年份通常在十年後首發，但如同許多香檳酒莊，沙龍不會同時將整批酒款釋出，而是保留一部分繼續在瓶中與酒渣繼續熟成。佳士得拍賣曾以原價的五倍拍出一支1988年的沙龍香檳。 沙龍酒莊僅生產單一酒款，每個年份的產量不超過60000瓶。

## 年份
截至2017年九月，沙龍最新的上市年份是2006年；以下是自1921年至今的販售年份：
1921, 1925, 1928, 1934, 1937, 1943, 1945, 1946, 1947, 1948, 1949, 1951, 1952, 1953, 1955, 1959, 1961, 1964, 1966, 1969, 1971, 1973, 1976, 1979, 1982, 1983, 1985, 1988, 1990, 1995, 1996, 1997, 1999, 2002, 2004, 和2006年。 
接下來沙龍將釋出的年份是：2007年和2008年。 2008年顯然只會以大瓶裝(150cl)的容量釋出.

## 其他參照
- 香檳酒莊列表

## 外部連結
- 官方網站 （页面存档备份，存于）